# 바르셀루스

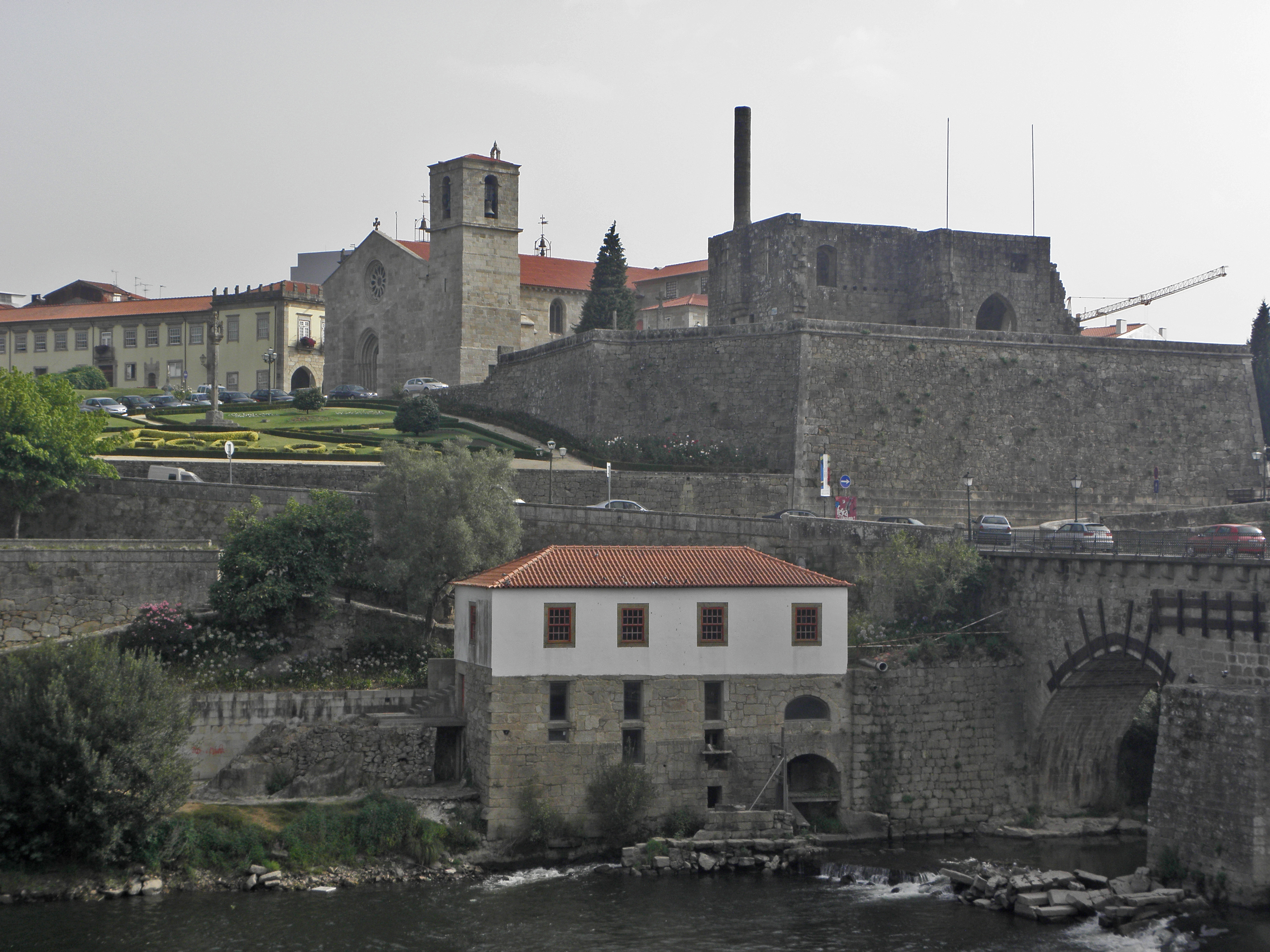
바르셀루스

바르셀루스의 위치

바르셀루스(포르투갈어: Barcelos)는 포르투갈 브라가 현에 위치한 도시로 면적은 378.90km2, 인구는 120,391명(2011년 기준), 인구 밀도는 320명/km2이다. 섬유, 어도비 산업으로 유명한 곳이다.

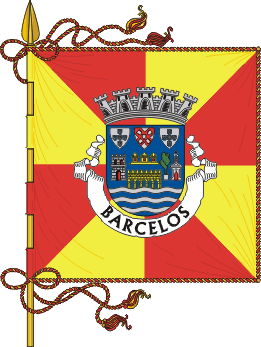
시기
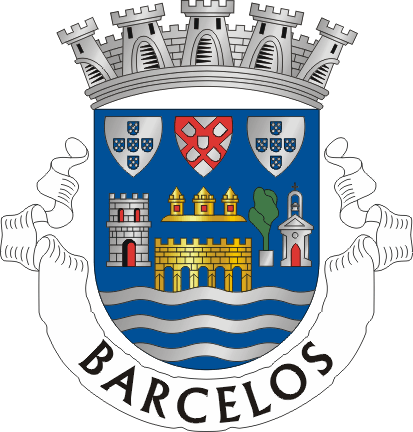
시 문장

## 자매 도시
- 프랑스 비에르종
- 스페인 폰테베드라
- 카보베르데 상도밍구스
- 모로코 엘자디다
- 브라질 헤시피
- 불가리아 스비슈토프